# Maral Yazarloo
Maral Yazarloo-Pattrick, nacida como Maral Yazarloo, (Kelarabad, Irán, 18 de noviembre de 1981) es una artista y diseñadora de moda iraní, que trabaja como profesional de marketing, defensora y speaker motivacional de los derechos de las mujeres, que ha sido campeona del mundo de motociclismo.

## Trayectoria
Yazarloo-Pattrick nació en Kelarabad, una ciudad localizada en el norte de Irán. Creció y recibió su educación en Irán. Obtuvo su título de grado universitario en Desarrollo Empresarial (BBD) en la Universidad Kar de Teherán. En 2004, se trasladó a India para obtener el Máster en Administración de Empresas (MBA) y PhD en Marketing de la Universidad de Savitribai Phule Pune.
Empezó su carrera profesional en la compañía inmobiliaria india 'Panchshil' en 2006, donde fue la jefa de venta al por menor y marketing durante 11 años hasta su marcha en 2017.

### Arte y diseño de moda
Estudió diseño de moda en Milán y en 2012 dio inicio a su propia marca de moda, La casa de Maral Yazarloo. Debutó como diseñadora de moda en un desfile en París y también exhibió sus colecciones en Roma, Londres, India y Dubái. Maral también expuso su colección de arte cerámico y pinturas de tela en cinco exposiciones en Irán e India. Su tienda flagship y su taller de diseño están ubicados en Pune, India.

### Motociclismo
En 2018, Yazarloo-Pattrick ostentaba el mayor registro femenino de kilómetros realizados en superbiki, superando los 250.000 km. Sus logros en el mundo del motociclismo la han llevado a ganar el título de la ‘Reina de Superbikes de India'.[cita requerida]
Su primera motocicleta era una Harley Davidson 48 y la Harley Night Rod Especial. Fue la primera "Lady of Harley" que asistió a la mayoría de las competiciones de motocicleta en India y en el mundo, alcanzado el mayor número de kilómetros en un lapso de 5 años.
Es la primera dueña de motocicletas Ducati & BMW GS en India, fue la responsable de HOG (Grupo de Dueños del Harley) en 2015 y vicepresidenta del Club Ducati (2016). También fundó el grupo de "Ladies of Harley' y el primer Club de Superbikes femenino de India'.

#### Campeonato del mundo individual de motociclismo - 'Ride to be one'
En marzo de 2017, la Yazarloo participó en el campeonato del mundo individual visitando siete continentes (Asia, Australia, América del Norte, América del Sur, Antártida, África y Europa) sin equipo ni apoyo.
La carrera comenzó en la India y se prolongó durante 18 meses, con Maral recorriendo 64 países y más de 110.000 km. Este recorrido en motocicleta supuso una ruptura de estereotipos y la creación del registro mundial de mujeres bikers en Asia y Oriente Medio.
Maral actualmente lleva a cabo una campaña para que las mujeres iraníes consigan los permisos y licencias para conducir motos. Es también una defensora de la concienciación en torno a la violación y violencia doméstica en mujeres.

## Influencia
Yazarloo-Pattrick ha sido una conferenciante y ponente en foros industriales como el Foro de Retail en Las Vegas, el LFS (Lujo, Estilo & de Moda), el Cónclave en India y el ADL Milán. También ha sido una conferenciante motivacional en foros como TEDx, SIUKirkee Pune, la Universidad de Virginia Commonwealth de Catar y la Universidad Internacional de Symbiosis Universidad.
En febrero de 2017, recibió el premio de la Femina Magazine, ‘Pune's Most Powerful', en India. En septiembre del mismo año, la cadena radiofónica estadounidense KIRN emitió una entrevista con Yazarloo sobre su viaje en motocicleta alrededor del mundo. En julio de 2018, BBC News emitió una entrevista con Yazarloo, sobre su viaje alrededor del mundo y su campaña de concienciación sobre las mujeres iraníes. A finales de ese año, la BBC News la incluyó en su lista de las '100 Mujeres Inspiradoras e Influyentes del mundo en 2018'.

## Vida personal
En 2004, Yazarloo se instaló en Pune, India. Viajó por 67 países alrededor del mundo. Se casó con Alexander William Pattrick en octubre de 2017 en Machu Picchu en Perú, mientras hacía un viaje en motocicleta. Durante los últimos 6 meses de su viaje en motocicleta estaba embarazada. Su hija, Nafas Elizabeth Pattrick, nació en noviembre de 2018. Actualmente reside en Nueva Delhi, India.